# The voice of Holland (seizoen 1)
Het eerste seizoen van The voice of Holland liep van 17 september 2010 tot en met 21 januari 2011. De show werd uitgezonden door RTL 4 en opgenomen in studio Lukkien in Ede. De winnaar werd Ben Saunders uit het team van Roel van Velzen. Saunders is wereldwijd de eerste winnaar van "The Voice"..

## Jury en presentatie
De coaches in het eerste seizoen waren Angela Groothuizen, Jeroen van der Boom, Nick & Simon en Roel van Velzen.
De presentatie was in handen van Martijn Krabbé, die tijdens de liveshows werd bijgestaan door Wendy van Dijk. Winston Gerschtanowitz nam tijdens de live shows achter de schermen interviews met de kandidaten af. De Edwin Evers-band zorgde voor de muzikale begeleiding van de kandidaten.

## The Blind Auditions
De deelnemers startten in de "blinde" auditie: De coaches zaten met hun rug naar het podium, zodat ze de kandidaten alleen konden beoordelen op basis van hun stem. Indien een jurylid enthousiast was over een deelnemer, drukte het jurylid op een knop waardoor diens stoel omdraaide. Wanneer meerdere juryleden dit deden, bepaalde de kandidaat bij welke coach hij in het team kwam.
Van de in totaal 7.500 geauditeerde kandidaten deden slechts 152 kandidaten een "Blind Audition". Na "The Blind Auditions" waren er 57 deelnemers door naar de "The Battles".

## The Battle
In deze ronde werd bepaald met welke kandidaten elke coach doorging naar de liveshows. Binnen de teams streden de kandidaten met zijn tweeën (soms met zijn drieën) tegen elkaar. Uiteindelijk konden slechts zes kandidaten per team mee naar de liveshows. Tijdens De Wereld Draait Door bevestigde John de Mol jr. dat The Battle gefilmd zal worden in een boksring met veel licht om het spannender te maken.
Elke coach werd bijgestaan door twee zelf gekozen personen (meestal familie, vrienden of collega's van de coach). De twee gekozen personen en inclusief de coach vormden samen het "Dream Team".

### The Sing Off
Elke coach had zijn of haar team na "The Battle" teruggebracht na zeven acts, maar er konden slechts zes kandidaten naar de liveshows. De coach mocht samen met zijn of haar dreamteam twee acts kiezen die nog één keer met elkaar moesten battlen in "The Sing Off". De kandidaten mochten in "The Sing Off" niet met elkaar zingen, maar ze moesten wederom hun auditienummer zingen. Daarna bepaalde de coach met zijn of haar dreamteam welke kandidaat alsnog mee naar de liveshows ging.